# فرودگاه پپلار ریور
فرودگاه پپلار ریور (به انگلیسی: Poplar River Airport) یک فرودگاه همگانی باربری با کد یاتا XPP است که یک باند فرود صخره‌ای دارد و طول باند آن ۷۶۲ متر است. این فرودگاه در کشور کانادا قرار دارد و در ارتفاع ۲۲۲ متری از سطح دریا واقع شده است.